# کنگ مین سو
کنگ مین سو (انگلیسی: Kang Min-soo؛ زادهٔ ۱۴ فوریهٔ ۱۹۸۶) یک بازیکن فوتبال اهل کره جنوبی است.
وی همچنین در تیم‌های ملی فوتبال کره جنوبی کره جنوبی کره جنوبی بازی کرده‌است.